# .pa
.pa (исп.  Panamá) — национальный домен верхнего уровня для Панамы. Доступна регистрация имен третьего уровня в зонах .ac.pa, .gob.pa, .com.pa, .org.pa, .sld.pa, .edu.pa, .net.pa, .ing.pa, .abo.pa, .med.pa, .nom.pa физическими лицами и организациями любого государства в соответствии с требованиями, предъявляемыми к регистрируемым доменам. Управляется компанией Nic Panama —  Панама.
Возникновение споров по доменным именам регулируется правилами, принятыми в ICANN (Internet Corporation for Assigned Names and Numbers).
На начало 2014 года зарегистрировано до 219 000 доменов в доменной зоне .pa.
Национальный домен верхнего уровня — PK — используется как национальный домен верхнего уровня в стандартах административно-территориального деления территории государства ISO 3166 — (ISO 3166-1, ISO 3166-2, ISO 3166-2:PA) в качестве кода Alpha2, образующего основу геокода административно-территориального деления административно-территориальных единиц Панамы.

## Требования к регистрируемым доменам
Домены, регистрируемые в доменной зоне .pa, должны соответствовать требованиям, предъявляемым регистратором к доменам третьего уровня.

- Минимальная длина имени домена может быть не менее 2 символов, но рекомендуемая минимальная длина имени — 5 символов, во избежание конфликта с уже существующими доменами.
- Максимальная длина имени домена не более 63 символов, учитывая домен первого, второго уровня, — .pa, .ac.pa, .gob.pa, .com.pa, .org.pa, .sld.pa, .edu.pa, .net.pa, .ing.pa, .abo.pa, .med.pa, .nom.pa.
- Имя домена может состоять из букв латинского алфавита (a-z), цифр (0-9) и тире (—, -).
- Имя домена не может начинаться, заканчиваться символом тире (—, -).
- Имя домена не может содержать последовательность двух тире подряд (- -, — -, — —, — —).
- Ограничена регистрация доменов, являющимися топонимами, связанными с Панамой. Исключительное право на регистрацию топонимов резервируется за объектами и субъектами, так или иначе связанными с именем домена по написанию и/или произношению.
- Ограничена регистрация доменов, являющимися названиями (синонимами названий) государств. Право регистрации таких имён зарезервировано за соответствующими государствами и органами власти соответствующих государств, уполномоченных регистрировать такие имена. Это условие применяется и по отношению к шести (6) официальным названиям ООН, в соответствии с соглашением Постоянного комитета по торговым маркам, логотипам и промышленным моделям «Всемирной организации по промышленной собственности» (WOIP — World Organization of Industrial Property).

## Домены 2 уровня
Домены второго уровня, условия использования, регламентированные пользователи.
| Домен   | Регламентированные пользователи |
| ------- | --- |
| .ac.pa  | Высшие учебные заведения, научные исследовательские учреждения, обязательно наличие аккредитации на соответствующую деятельность. |
| .gob.pa | Органы государственной власти Панамы. |
| .com.pa | Коммерческие организации и физические лица Панамы, обязательно наличие гражданства Панамы. |
| .org.pa | Некоммерческие организации, обязательно наличие аккредитации на некоммерческую деятельность. |
| .sid.pa | Организации здравоохранения, обязательно наличие лицензии на медицинскую деятельность. |
| .edu.pa | Учреждения общего, начального и среднего образования, формальное и неформальное образование, воспитательные проекты и/или некоммерческие исследования, разработка, организация образовательных, исследовательских проектов и физическими лицами в том числе, обязательно наличие лицензии, аккредитации, разрешений и других документов на соответствующую деятельность. |
| .net.pa | Поставщики услуг Интернета, обязательно наличие лицензии, аккредитации, разрешений и других документов на соответствующую деятельность, таких, как: хостинг, создание сайтов, разработка приложений для интернета, провайдеры. |
| .ing.pa | Инженеры, исключительно как физические лица, обязательно наличие лицензии на инженерную деятельность. |
| .abo.pa | Адвокаты, исключительно как физические лица, обязательно наличие лицензии на адвокатскую деятельность. |
| .med.pa | Медики, исключительно как физические лица, обязательно наличие лицензии на медицинскую деятельность. |
| .nom.pa | Только для регистрации физическими лицами. |

## Прочее
Национальный домен верхнего уровня Панамы PA, совпадает и с почтовым кодом штата США Пенсильвания — РА и с дополнительным двухбуквенным кодом геокода штата — US-PA присвоенного Пенсильвании в соответствии со стандартом ISO 3166-2:US, поэтому были случаи регистрации доменов на территории штата Пенсильвания, однако широкого распространения эта тенденция не получила.